# Valencina de la Concepción
Valencina de la Concepción település Spanyolországban, Sevilla tartományban. Valencina de la Concepción Santiponce, Camas, Castilleja de Guzmán, Castilleja de la Cuesta, Gines, Espartinas és Salteras községekkel határos. Lakosainak száma 8080 fő (2024).

## Népesség
A település népessége az elmúlt években az alábbi módon változott:
| Lakosok száma | 6839 | 7269 | 7796 | 7971 | 8055 | 7930 | 7860 | 7751 | 7988 | 8080 |
|               | 2001 | 2004 | 2007 | 2009 | 2012 | 2014 | 2017 | 2019 | 2022 | 2024 |